# Пастель акварельна
Акварельна пастель володіє вологою текстурою, може бути розчинена у воді — з техніки однойменних олівців. Малюнок таким інструментом схожий на результат твердої сухої пастелі, а при з'єднанні з водою стає схожим з аквареллю, купуючи її легкість і прозорість. Цей матеріал дозволяє змішувати пігменти краще і легше всіх інших видів. 
Акварельною пастеллю можна працювати як з акварельними олівцями: за допомогою пензля, змоченою водою, домагаючись освіти ніжних переливів, більше характерних для акварелі. Причому цей вид пастелі — більш м'який матеріал, ніж акварельні олівці, він дає більш фактурний, багатий штрих.